# Йект

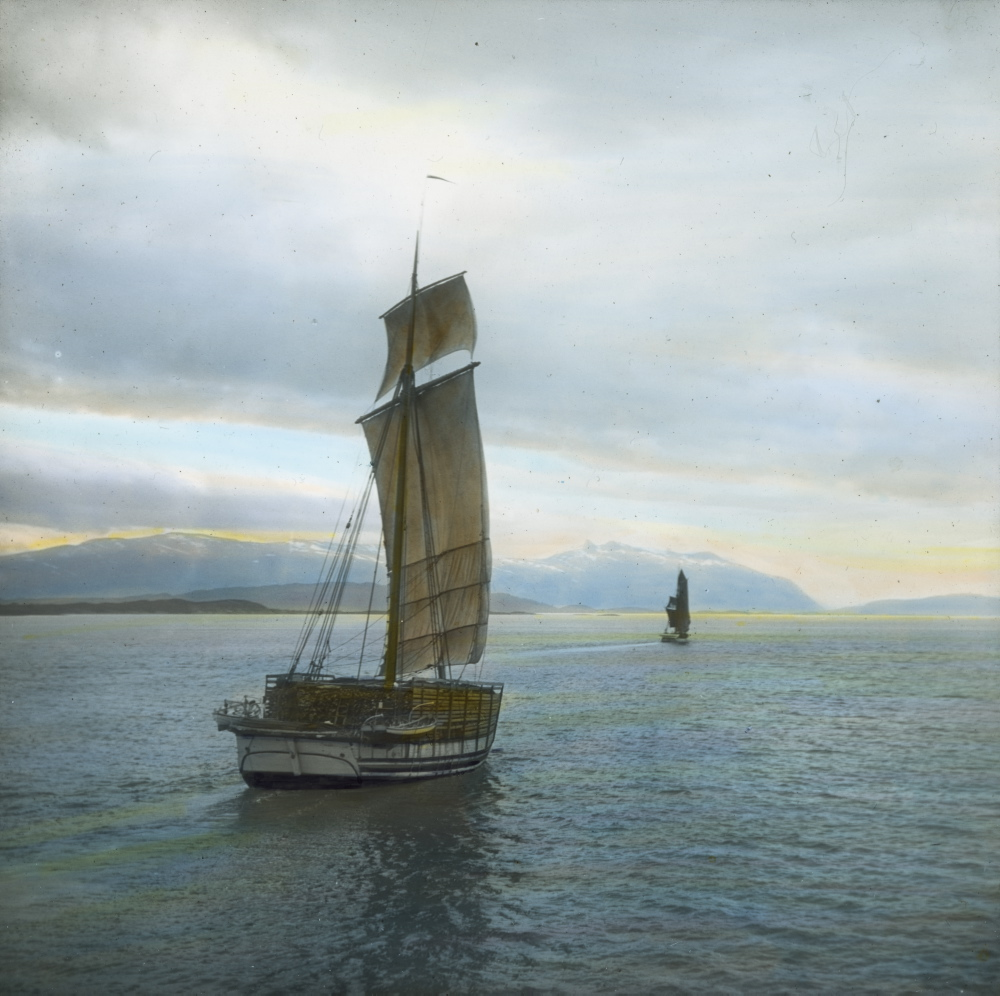
Современная реконструкция йекта

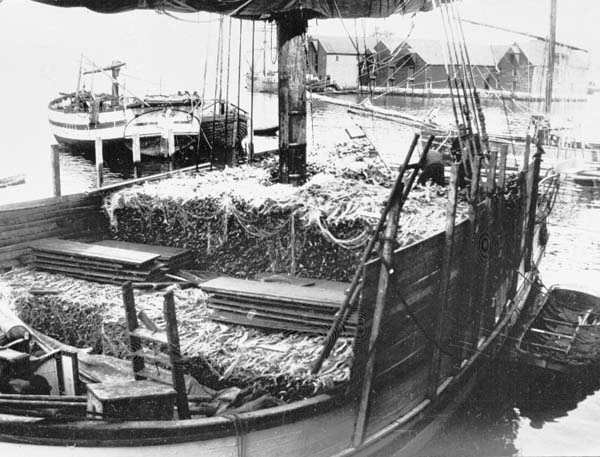
Йект под печатью

Йект (норв. Jekt, если название судна было женского рода, то использовалась женская форма Jekta) — тип деревянных парусных торговых судов, использовавшихся в Норвегии до первой половины XX века включительно.
Йект представлял собой одномачтовое судно. Спереди йект имел высокий изогнутый форштевень с загибом вовнутрь. Середину судна занимал открытый трюм, у кормы находилась закрытая каюта. Единственная мачта несла обычно один прямой парус, реже — косой гафельный парус. Изредка в дополнению к прямоу грот-парусу йекты имели также топ. При перевозке грузов, которые могли быть повреждены морской водой, трюм можно было прикрыть специальными фальшбортами.
Йекты использовались для каботажных перевозок вдоль норвежского побережья до второй половины XX века.
Ориентировочные характеристики (усреднённо, так как размеры йектов могли сильно различаться):
- Длина: 11,5 м
- Ширина: 3,5 м
- Осадка: 1,7 м
- Экипаж: 5 человек